# Romain Salin
Romain Salin (Mayenne, 29 de julio de 1984) es un exfutbolista francés que jugaba de portero.

## Clubes
| Club                    | País     | Año       |
| ----------------------- | -------- | --------- |
| Stade Lavallois "II"    | Francia  | 2003-2004 |
| F. C. Lorient           | Francia  | 2004-2008 |
| F. C. Libourne (cedido) | Francia  | 2006-2007 |
| Tours F. C.             | Francia  | 2009-2010 |
| Naval 1º Maio           | Portugal | 2010-2011 |
| C. S. Marítimo          | Portugal | 2011-2013 |
| Rio Ave F. C.           | Portugal | 2013-2014 |
| C. S. Marítimo          | Portugal | 2014-2016 |
| E. A. Guingamp          | Francia  | 2016-2017 |
| Sporting de Lisboa      | Portugal | 2017-2019 |
| Stade Rennais F. C.     | Francia  | 2019-2023 |
| C. S. Marítimo          | Portugal | 2023      |

## Palmarés

### Títulos nacionales
| Título           | Club           | País     | Año  |
| ---------------- | -------------- | -------- | ---- |
| Taça da Liga     | Sporting C. P. | Portugal | 2018 |
| Taça da Liga     | Sporting C. P. | Portugal | 2019 |
| Taça de Portugal | Sporting C. P. | Portugal | 2019 |